# La Fleur de verre
La Fleur de verre est un recueil de nouvelles de l'écrivain américain George R. R. Martin publié en France en 2014. Ce recueil n'a pas d'équivalent en langue anglaise.

## Contenu
- Fleur de verre, 2014 ((en) The Glass Flower, 1986)
- Une nuit au Chalet du Lac, 2013 ((en) A Night at the Tarn House, 2009)
- Cette bonne vieille Mélodie, 2014 ((en) Remembering Melody, 1981)
- Le Régime du singe, 2012 ((en) The Monkey Treatment, 1983)
- Les Hommes aux aiguilles, 1982 ((en) The Needle Men, 1981)
- Y a que les gosses qui ont peur du noir, 2014 ((en) Only Kids Are Afraid of the Dark, 1967)
- On ferme !, 2014 ((en) Closing Time, 1982)

## Prix littéraire
- La nouvelle Le Régime du singe a remporté le prix Locus de la meilleure nouvelle longue 1984.